# Benjamin Heisenberg
Pour les articles homonymes, voir Heisenberg (homonymie).
Benjamin Heisenberg est un réalisateur allemand né le 9 juin 1974 à Tübingen.
Il fait partie de la "nouvelle nouvelle vague" du cinéma allemand et collabore avec d'autres cinéastes de cette scène comme Christoph Hochhäusler pour lequel il a écrit le scénario de Le Bois Lacté (Milchwald). Il est l'un des cofondateurs de la revue Revolver.

## Filmographie
- 2005 : Schläfer
- 2010 : Le Braqueur, la dernière course (Der Räuber)
- 2014 : Super ego (Über-Ich und Du)

## Distinctions

### Récompenses
Schläfer
- Prix Premiers Pas (Allemagne)
- Festival Premiers Plans d'Angers 2006 : Prix spécial du Jury
- Festival du film d'art de Schwerin 2006 : Flying Ox
- Festival Cinéma tout écran (Genève) 2006 : Prix Cinéma Tout Ecran
- Festival du Cinéma Politique (Barcelone) 2006 : Meilleur film

Le Braqueur
- Festival international du film de Dublin 2011 : Meilleur film

### Nominations et sélections
- Schläfer
  - Festival de Cannes 2005 : section Un certain regard